# Луис Энрике
Луи́с Энри́ке Марти́нес Гарси́я (исп. Luis Enrique Martínez García, испанское произношение: [lwis enˈrike]; род. 8 мая 1970, Хихон, Овьедо) — испанский футболист, выступавший на позиции полузащитника, и футбольный тренер. Главный тренер французского клуба «Пари Сен-Жермен». Второй тренер в истории, выигравший «требл» два раза.

## Клубная карьера
В возрасте 11 лет Луис Энрике попал в футбольную школу клуба из своего родного города, хихонского «Спортинга». Через семь лет он дебютировал за дублирующий состав, а ещё через год оказался в главной команде. Первоначально он играл преимущественно выходя на замены, но с лета 1990 года становится основным игроком команды. Энрике удалось отличиться 11 голами в чемпионате Испании, а его команда заняла высокое для себя 5-е место, после чего на молодого футболиста обратили внимание более статусные команды. По итогам сезона он был признан лучшим молодым футболистом Примеры по версии авторитетных изданий Don Balon и El Pais.
Летом 1991 года молодой испанец подписал пятилетний контракт с мадридским «Реалом». За годы выступлений в составе «сливочных» Энрике выиграл свои первые клубные трофеи, имея постоянное место в составе. Луис Энрике сумел проявить себя как универсальный игрок, который был способен сыграть не только на привычных для себя позициях крайнего и атакующего полузащитника, но и на любой другой, за исключением центра обороны. Тренеры «Реала», зная о универсальности игрока, зачастую закрывали им позиции на которых не могли играть другие футболисты. Это вызывало недовольство самого Энрике, поскольку он не имел постоянной игровой позиции на поле и не мог полностью раскрыть свой потенциал. Отработав свой контракт до конца испанец принял решение не продлевать его.
Летом 1996 года Энрике на правах свободного агента пополнил состав принципиального соперника «сливочных» «Барселоны». После этого перехода в глазах болельщиков «Реала» футболист оказался предателем, а болельщики «сине-гранатовых» настороженно отнеслись к его приобретению. Однако вскоре Луис заставил изменить их своё мнение о себе в лучшую сторону. Получив возможность играть в атакующей линии, полузащитник уже в первом сезоне отличился 20 голами (в то время как за всю мадридскую карьеру сумел забить лишь 23 гола), составив очень результативную связку с бразильцем Роналдо. Следующий сезон оказался одним из лучших в карьере испанца: ему удалось забить 25 голов, в том числе — победный в ворота «Реала» на «Сантьяго Бернабеу», а каталонцы сделали «золотой дубль». Эти успехи позволили Энрике стать футболистом года в Испании. После ухода из команды Хосепа Гвардиолы в 2001 году капитанская повязка в команде перешла именно к Луису Энрике. В качестве капитана он выступал следующие три сезона. 10 августа 2004, в возрасте 34 лет, Энрике объявил о завершении карьеры, чувствуя, что больше не может выступать на высоком уровне, и передал капитанскую повязку Карлесу Пуйолю. Всего за свою профессиональную карьеру испанец сыграл более 400 матчей и забил 102 гола.
После завершения карьеры футболиста Луис Энрике жил некоторое время в Австралии, занимаясь сёрфингом. Он также принимал участие в марафонах в Нью-Йорке (2005), Амстердаме (2006), Флоренции (2007) и марафоне песков в Марокко. Участвовал в чемпионате Европы по триатлону Ironman Germany.

## Карьера в сборной
В составе сборной Испании Луис Энрике принял участие в трёх чемпионатах мира (1994, 1998 и 2002) и чемпионате Европы 1996. В 62 матчах за национальную команду он забил 12 голов. Он был также в составе олимпийской команды, одержавшей победу на летних Олимпийских играх в Барселоне (1992).
В игре 1/4 финала чемпионата мира 1994 года против Италии Мауро Тассотти разбил ему локтем лицо. В результате Энрике потерял пол-литра крови. Тассотти не понёс никакого наказания за это в игре, но позже был дисквалифицирован на девять матчей.
Перед началом чемпионата мира 2002 года Луис Энрике объявил о том, что этот турнир станет для него последним в сборной Испании. Сборная на том турнире дошла до четвертьфинала, уступив сборной Республики Корея по пенальти.

## Тренерская карьера
В июне 2008 года он вернулся в «Барселону» как тренер, возглавив второй состав клуба. Летом 2011 года СМИ стали активно связывать будущее Луиса с итальянской «Ромой» и испанским «Атлетико».
8 июня 2011 года Луис Энрике был назначен главным тренером «Ромы». Контракт был подписан сроком на 2 года. По итогам сезона 2011/12 «Рома» заняла лишь 7-е место, и Луис Энрике покинул свой пост. 8 июня 2013 года стал главным тренером испанской «Сельты», подписав контракт на 2 года. По итогам сезона «Сельта» заняла 9-е место в Примере, а Луис Энрике заявил, что покидает клуб.
19 мая 2014 года Луис Энрике был назначен главным тренером футбольного клуба «Барселона». Контракт подписан на 3 года, Энрике начал работу с командой 7 июня. Первый же сезон оказался более чем успешным: команда смогла выиграть требл, поочерёдно одержав победы в чемпионате и Кубке Испании, а также в Лиге чемпионов. В следующем сезоне команда смогла повторить успех на внутренней арене, одержав победы в чемпионате и Кубке Испании, выиграв «золотой дубль», однако в Лиге чемпионов «Барселона» завершила выступление на стадии четвертьфинала, уступив в двухматчевом противостоянии «Атлетико Мадрид».
2 марта 2017 года объявил, что не будет продлевать контракт с «Барселоной» и уйдёт с поста главного тренера по окончании сезона 2016/17. Сам сезон для подопечных Луиса Энрике сложился не лучшим образом: команда вылетела из Лиги чемпионов после четвертьфинала, а борьба в чемпионате Испании была проиграна «Реалу». Единственным трофеем за сезон стал Кубок Испании, в финале которого был обыгран «Алавес». Тренер повторил достижение Фердинанда Даучика 64-летней давности (три подряд Кубка Испании). Всего же за 3 года Луис Энрике выиграл 9 трофеев из 13 возможных.
9 июля 2018 года Луис Энрике стал главным тренером сборной Испании по футболу, сменив на этом посту Фернандо Йерро. Контракт подписан на 2 года. С марта 2019 года Луис Энрике передал руководство сборной в трёх матчах своему ассистенту, Роберту Морено, поскольку отсутствовал, переживая за больную остеосаркомой 9-летнюю дочку Ксану (девочка умерла 29 августа 2019 года). 19 июня 2019 года он официально покинул пост главного тренера сборной «по личным причинам». Оправившись от семейной трагедии 19 ноября Энрике вернулся на пост главного тренера национальной сборной, которая под руководством Морено квалифицировалась на Евро 2020.
На самом турнире «красная фурия» сумела дойти по полуфинала, где в серии пенальти уступила сборной Италии, добившись лучшего результата с 2012 года. Впервые в заявку сборной Испании на крупный турнир не был включён ни один футболист из мадридского «Реала». Под руководством Энрике испанцы сумели квалифицироваться на чемпионат мира в Катаре, где стартовали с крупной победы над сборной Коста-Рики (7:0), но затем сыграли вничью с командой Германии (1:1) и уступили сборной Японии (1:2), выйдя в плей-офф со второго места в группе. На стадии 1/8 финала сборная Испании в серии пенальти сенсационно уступила сборной Марокко и покинула турнир, после чего тренер был отправлен в отставку.
5 июля 2023 года Луис Энрике стал главным тренером «Пари Сен-Жермен», подписав двухлетний контракт. В первом сезоне выиграл с клубом все трофеи Франции (Лигу 1, Кубок и Суперкубок), а в Лиге чемпионов дошёл до полуфинала, где ПСЖ уступил дортмундской «Боруссии» с общим счётом 0:2 (0:1, 0:1). Во втором сезоне (2024/2025) Энрике ПСЖ снова выиграл все внутренние трофеи Франции (Лигу 1, Кубок и Суперкубок), во второй раз в истории вышел в финал Лиги чемпионов, обыграв в плей-офф «Брест» (10:0), «Ливерпуль» (1:1, 4:1 в серии пенальти), «Астон Виллу» (5:4), «Арсенал» (3:1), и в финале — «Интер» (5:0), впервые одержав победу в Лиге чемпионов. В свою очередь, сам Энрике стал вторым после Хосепа Гвардиолы тренером, выигрывавшим «требл» дважды (причём оба тренера добивались этого с разными клубами).

## Достижения

### В качестве игрока
«Реал Мадрид»
- Чемпион Испании: 1994/95
- Обладатель Кубка Испании: 1992/93
- Обладатель Суперкубка Испании: 1993

«Барселона»
- Чемпион Испании (2): 1997/98, 1998/99
- Обладатель Кубка Испании (2): 1996/97, 1997/98
- Обладатель Суперкубка Испании: 1996
- Обладатель Кубка обладателей кубков УЕФА: 1996/97
- Обладатель Суперкубка УЕФА: 1997

Сборная Испании
- Олимпийский чемпион: 1992

Личные
- Лучший молодой футболист года в Испании по версии «Don Balon»: 1990/91
- Лучший молодой футболист года в Испании по версии «El Pais»: 1990/91
- Лучший футболист года в Испании по версии газеты «El Pais»: 1997/98
- Входит в состав символической сборной сезона по версии ESM: 1996/97
- Член ФИФА 100

### В качестве тренера
«Барселона»
- Чемпион Испании (2): 2014/15, 2015/16
- Обладатель Кубка Испании (3): 2014/15, 2015/16, 2016/17
- Обладатель Суперкубка Испании: 2016
- Победитель Лиги чемпионов УЕФА: 2014/15
- Обладатель Суперкубка УЕФА: 2015
- Победитель Клубного чемпионата мира: 2015

«Пари Сен-Жермен»
- Чемпион Франции (2): 2023/24, 2024/25
- Обладатель Кубка Франции (2): 2023/24, 2024/25
- Обладатель Суперкубка Франции (2): 2023, 2024
- Победитель Лиги чемпионов УЕФА: 2024/25
- Обладатель Суперкубка УЕФА: 2025

Личные
- Тренер года ФИФА: 2015
- Лучший тренер года по версии World Soccer Magazine: 2015
- Тренер года в Испании: 2015
- Тренер месяца Ла Лиги: май 2016[27]
- Тренер года во Франции: 2025

## Статистика

### Клубная
| Выступление      | Выступление      | Выступление      | Лига | Лига | Кубок страны | Кубок страны | Еврокубки | Еврокубки | Другие | Другие | Итого | Итого |
| Клуб             | Лига             | Сезон            | Игры | Голы | Игры         | Голы         | Игры      | Голы      | Игры   | Голы   | Игры  | Голы  |
| ---------------- | ---------------- | ---------------- | ---- | ---- | ------------ | ------------ | --------- | --------- | ------ | ------ | ----- | ----- |
| Спортинг (Хихон) | Примера          | 1989/90          | 1    | 0    | 0            | 0            | 0         | 0         | 0      | 0      | 1     | 0     |
| Спортинг (Хихон) | Примера          | 1990/91          | 35   | 14   | 2            | 0            | 0         | 0         | 0      | 0      | 37    | 14    |
| Спортинг (Хихон) | Итого            | Итого            | 36   | 14   | 2            | 0            | 0         | 0         | 0      | 0      | 38    | 14    |
| Реал Мадрид      | Примера          | 1991/92          | 29   | 4    | 1            | 0            | 6         | 0         | 0      | 0      | 36    | 4     |
| Реал Мадрид      | Примера          | 1992/93          | 34   | 2    | 4            | 0            | 8         | 1         | 0      | 0      | 46    | 3     |
| Реал Мадрид      | Примера          | 1993/94          | 28   | 2    | 0            | 0            | 6         | 0         | 2      | 0      | 36    | 2     |
| Реал Мадрид      | Примера          | 1994/95          | 35   | 4    | 2            | 0            | 6         | 0         | 0      | 0      | 43    | 4     |
| Реал Мадрид      | Примера          | 1995/96          | 31   | 3    | 0            | 0            | 8         | 0         | 2      | 0      | 41    | 3     |
| Реал Мадрид      | Итого            | Итого            | 157  | 15   | 7            | 0            | 34        | 1         | 4      | 0      | 202   | 16    |
| Барселона        | Примера          | 1996/97          | 35   | 17   | 7            | 1            | 7         | 0         | 2      | 0      | 51    | 18    |
| Барселона        | Примера          | 1997/98          | 34   | 18   | 6            | 3            | 4         | 3         | 3      | 1      | 47    | 25    |
| Барселона        | Примера          | 1998/99          | 26   | 11   | 3            | 0            | 3         | 1         | 2      | 0      | 34    | 12    |
| Барселона        | Примера          | 1999/00          | 19   | 3    | 5            | 3            | 7         | 6         | 2      | 0      | 33    | 12    |
| Барселона        | Примера          | 2000/01          | 28   | 9    | 4            | 1            | 9         | 6         | 0      | 0      | 41    | 16    |
| Барселона        | Примера          | 2001/02          | 23   | 4    | 0            | 0            | 15        | 6         | 0      | 0      | 38    | 10    |
| Барселона        | Примера          | 2002/03          | 18   | 8    | 0            | 0            | 8         | 2         | 0      | 0      | 26    | 10    |
| Барселона        | Примера          | 2003/04          | 24   | 3    | 1            | 0            | 5         | 2         | 0      | 0      | 30    | 5     |
| Барселона        | Итого            | Итого            | 207  | 73   | 26           | 8            | 58        | 26        | 9      | 1      | 300   | 108   |
| Всего за карьеру | Всего за карьеру | Всего за карьеру | 400  | 102  | 35           | 8            | 92        | 27        | 13     | 1      | 540   | 138   |

### Тренерская
| Команда          | Начало работы    | Конец работы     | Статистика | Статистика | Статистика | Статистика | Статистика | Статистика | Статистика | Статистика |
| Команда          | Начало работы    | Конец работы     | И          | В          | Н          | П          | ГЗ         | ГП         | +/-        | В%         |
| ---------------- | ---------------- | ---------------- | ---------- | ---------- | ---------- | ---------- | ---------- | ---------- | ---------- | ---------- |
| Барселона B      | 26 мая 2008      | 30 июня 2011     | 124        | 59         | 40         | 25         | 208        | 139        | +69        | 047,58     |
| Рома             | 8 июня 2011      | 10 мая 2012      | 41         | 16         | 9          | 16         | 61         | 57         | +4         | 039,02     |
| Сельта           | 8 июня 2013      | 17 мая 2014      | 40         | 15         | 7          | 18         | 50         | 58         | −8         | 037,50     |
| Барселона        | 19 мая 2014      | 27 мая 2017      | 181        | 138        | 22         | 21         | 519        | 147        | +372       | 076,24     |
| Испания          | 9 июля 2018      | 19 июня 2019     | 6          | 4          | 0          | 2          | 17         | 8          | +9         | 066,67     |
| Испания          | 19 ноября 2019   | 8 декабря 2022   | 38         | 20         | 11         | 7          | 73         | 31         | +42        | 052,63     |
| Пари Сен-Жермен  | 5 июля 2023      | н. в.            | 120        | 83         | 21         | 16         | 295        | 113        | +182       | 069,17     |
| Всего за карьеру | Всего за карьеру | Всего за карьеру | 549        | 334        | 110        | 105        | 1223       | 553        | +670       | 060,84     |